# Imperium Europa
Imperium Europa (lateinisch für „Europäisches Reich“; maltesisch Imperu Ewropew, IE) ist eine rechtslibertäre Partei in Malta.

## Programm
Die Partei ist völlig auf ihren Gründer, den Anglo-Malteser Norman Lowell, zugeschnitten.
Lowell fordert klassisch rechtslibertäre Ideen, wie eine Flat Tax von 10 %, das Recht auf freien Waffenbesitz und einen Minimalstaat mit völliger wirtschaftlicher Freiheit. Abtreibung und Einwanderung aus nicht-europäischen Staaten lehnt Lowell ab. Die Partei fordert außerdem die Gründung eines europäischen Nationalstaates, da die Völker Europas durch eine Europide Spiritualität, ihre Hochkultur und ihre helle Hautfarbe miteinander verbunden seien.

## Geschichte
Lowell ist für umstrittene Äußerungen berüchtigt. So äußerte er Sympathie für Adolf Hitler und dessen Buch Mein Kampf und bezeichnete das Lager von Auschwitz als „polnisches Disneyland“.
Im Zuge eines Brandanschlages auf ein Jesuitenkolleg geriet eine von Lowell betriebene Website ins Visier polizeilicher Ermittlungen.

## Wahlergebnisse
| Jahr | Wahl                | Wähler | Stimmenanteil | Sitze |
| ---- | ------------------- | ------ | ------------- | ----- |
| 2004 | Europawahl 2004     | 1.603  | 0,65 %        | 0/5   |
| 2008 | Parlamentswahl 2008 | 84     | 0,03 %        | 0/69  |
| 2009 | Europawahl 2009     | 3.637  | 1,47 %        | 0/5   |
| 2014 | Europawahl 2014     | 6.761  | 2,68 %        | 0/6   |
| 2019 | Europawahl 2019     | 8.238  | 3,17 %        | 0/6   |
| 2024 | Europawahl 2024     | 6.816  | 2,62 %        | 0/6   |